# Bassana
Bassana är en ort i Burkina Faso.   Den ligger i regionen Boucle du Mouhoun, i den västra delen av landet, 200 kilometer väster om huvudstaden Ouagadougou. Bassana ligger 353 meter över havet och antalet invånare är 918.
Terrängen runt Bassana är platt. Närmaste större samhälle är Bana, 5,4 kilometer väster om Bassana.
Omgivningarna runt Bassana är en mosaik av jordbruksmark och naturlig växtlighet. Runt Bassana är det ganska glesbefolkat, med 43 invånare per kvadratkilometer.